# National American Bank Building
El National American Bank Building  es un rascacielos de 23 pisos y 99 m de altura en el Distrito Central de Negocios de la ciudad de Nueva Orleans, Luisiana. Fue terminado en 1929 y listado en el Registro Nacional de Lugares Históricos en 1986. Está rematado con una distintiva torre octagonal de 6 pisos con un remate art déco dorado. Su dirección es 200 Carondelet Street. Originalmente un edificio comercial, fue renovado para su uso como edificio residencial después del huracán Katrina.

## Descripción
El edificio fue construido entre 1928 y 1929, bajo la dirección del arquitecto de Luisiana Moise Goldstein; el contratista general fue George J. Glover Company. La construcción consistió en un esqueleto de acero, hormigón y tejas huecas. Los ladrillos se utilizaron para las paredes comunes. La base estaba revestida con granito pulido y se utilizó una fachada de piedra caliza en los pisos superiores. En la parte superior del piso 23 hay una torre octagonal de 6 pisos, cubierta por un remate ornamental. El edificio fue el primero en Nueva Orleans en utilizar aire acondicionado interior en un espacio público.
A fines de la década de 1980, cuando se evaluó el edificio para su inclusión en el Registro Nacional, el vestíbulo interior estaba revestido de mármol y el techo se describía como "metal prensado con pan de oro y plata con un patrón de puntos de diamante y galón repetidos". El techo de la sala bancaria estaba sostenido por columnas y el bronce se utilizó para las puertas de los ascensores, los paneles y las estaciones de control. El salón bancario también conservó sus candelabros originales, así como paneles de nogal en las paredes.

## Historia
Durante el pico de ocupación del edificio en el siglo XX, los bancos utilizaron la planta baja y el entresuelo, mientras que los pisos superiores fueron ocupados por bufetes de abogados y otras empresas. Para el año 2000, el edificio estaba vacío. Después del huracán Katrina, surgieron oportunidades de renovación para reemplazar miles de unidades de alquiler perdidas en la tormenta. La renovación de la estructura se completó en 2008, utilizando inversiones públicas y privadas para convertir el edificio en apartamentos residenciales de ingresos mixtos, bajo el nombre "200 Carondelet".

## Galería

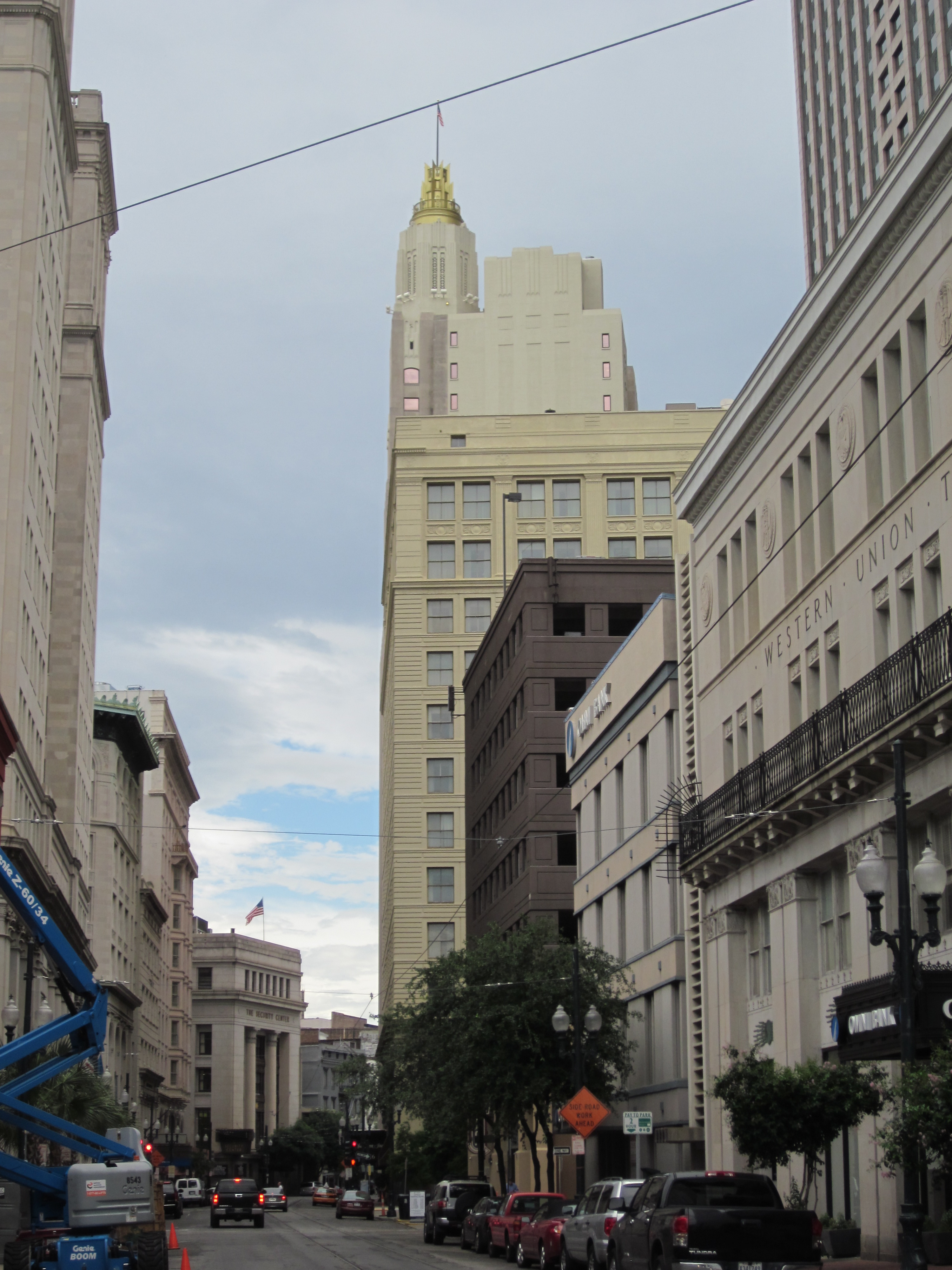
Carondelet Street desde Canal Street
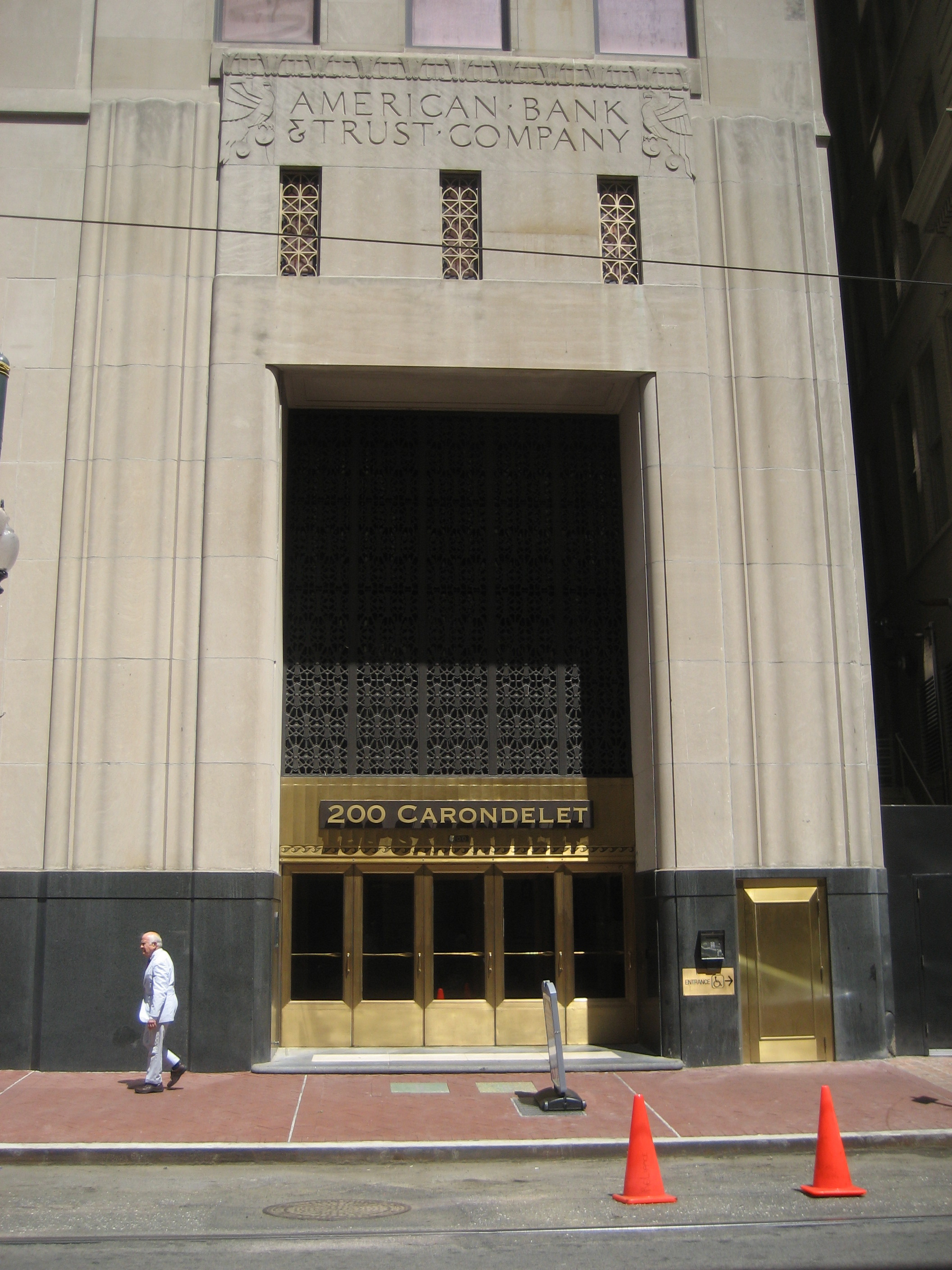
Entrada por 200 Carondelet
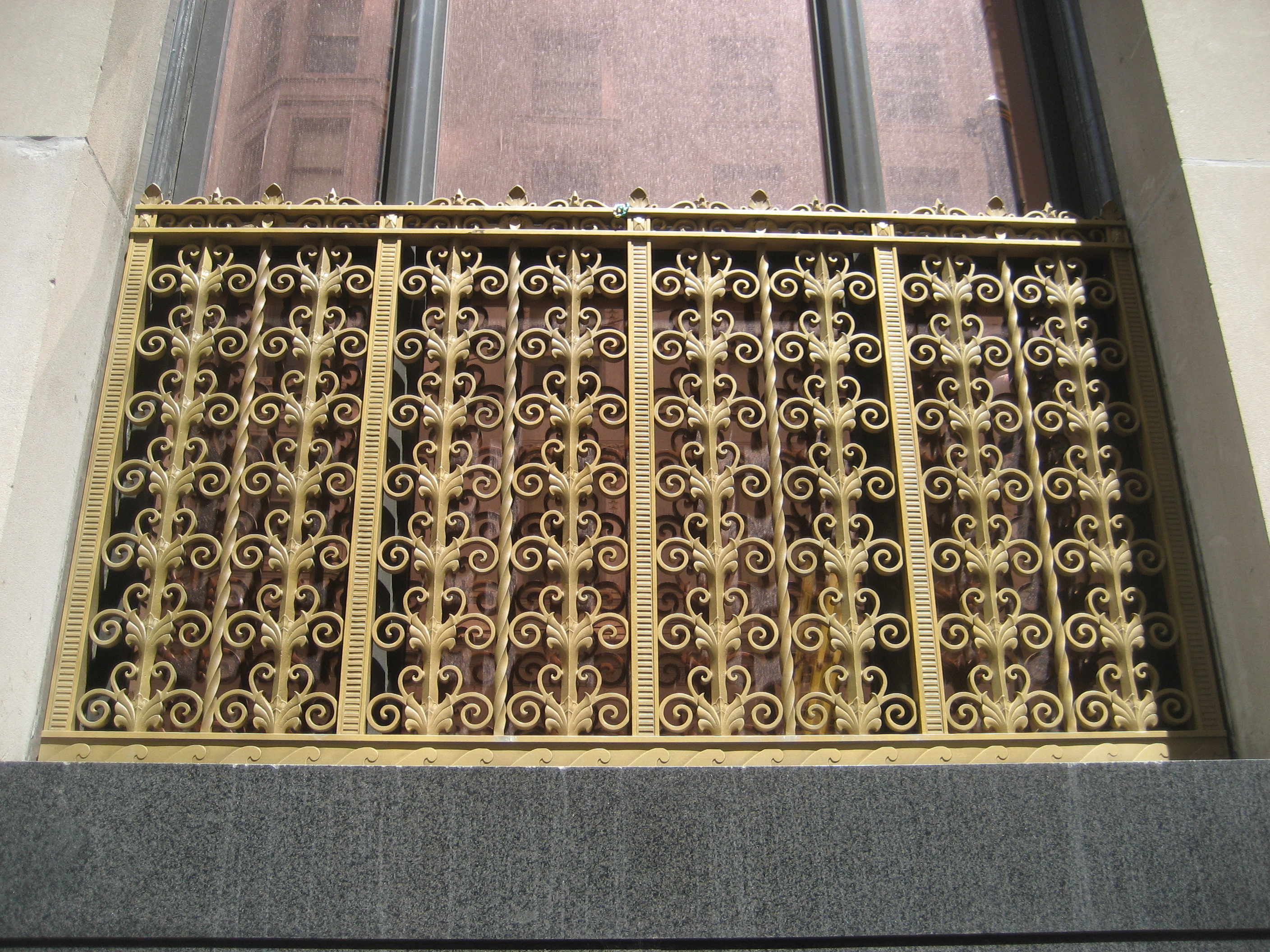
Reja decorativa en una ventana